# Coronophora angustata
Coronophora angustata är en svampart som beskrevs av Fuckel 1870. Coronophora angustata ingår i släktet Coronophora och familjen Nitschkiaceae.  Arten är reproducerande i Sverige. Inga underarter finns listade i Catalogue of Life.